# Diecezja Saitamy
Diecezja Saitamy – diecezja Kościoła rzymskokatolickiego w Japonii, w metropolii Tokio. Została erygowana w 1939 roku jako prefektura apostolska Urawy. W 1957 została podniesiona do rangi diecezji. W 2003 nazwa została zmieniona na diecezję Saitamy, co miało związek z faktem, iż Urawa połączyła się z dwoma innymi miastami, tworząc nowe miasto Saitama.